# Родосское землетрясение

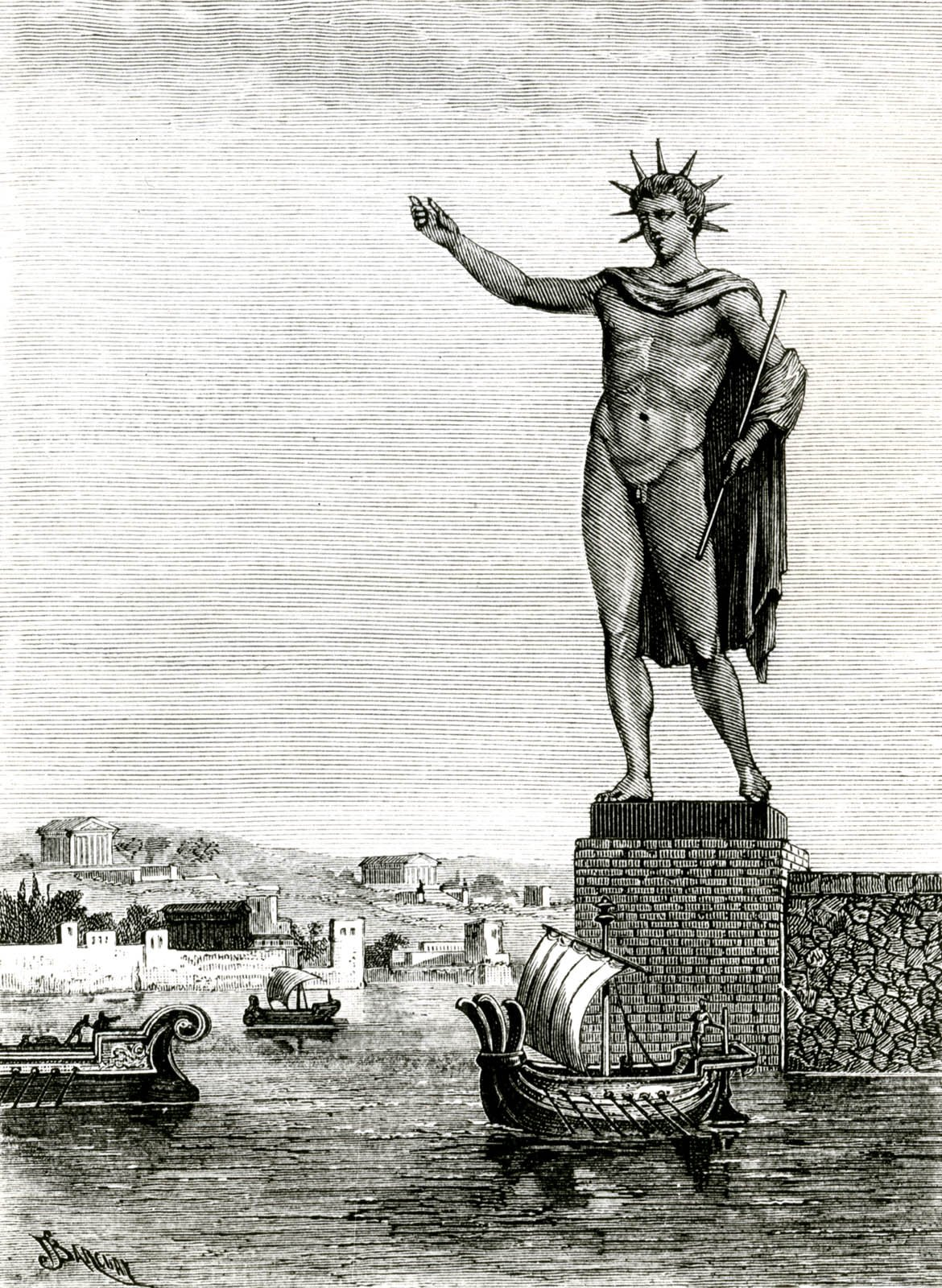
Статуя колосса Родосского, разрушенная землетрясением

Родосское землетрясение — землетрясение на острове Родос, в результате которого городу Родосу был нанесён значительный урон, в том числе и гавани, которая была почти полностью разрушена. Самым известным из разрушенных этим землетрясением сооружений является статуя колосса Родосского, одна из семи чудес древнего мира. Во время землетрясения сильно пострадали также и другие города острова.
Датой толчков чаще всего называют 226 год до н.э., но некоторые источники сообщают, что разрушительное стихийное бедствие произошло в 227 году до н. э.

## Предпосылки
Остров Родос расположен на стыке между двумя тектоническими плитами: плитой Эгейского моря и Африканской плитой. Этим обуславливается нестабильное геологическое состоянии острова ещё со времени неогенового периода. В настоящее время остров претерпевает вращение против часовой стрелки (17°±5° в последние 800 000 лет), связанных со сдвигами плит в районе юга Эгейского моря. В плейстоценовый период остров был смещён к северо-западу. Землетрясение 226 г. до н. э. подняло остров на 3 метра. Причиной таких событий стало вышеописанное движение острова.
Вопрос об эпицентре землетрясения остаётся открытым. Современные исследователи называют место либо рядом с городом Родос, либо относят его в море, к югу от острова Сими. Предположение об ударе цунами не было подтверждено недавними исследованиями.

## История
За полвека до землетрясения в главном портовом городе Родоса, и одном из важнейших городов-портов Эгеиды была установлена гигантская статуя бога Гелиоса (между 292 и 280 гг. до н. э.). Статуя находилась рядом с гаванью и сразу стала общеизвестной достопримечательностью. Колосс был воздвигнут в честь выдержанной осады города войсками Деметрия Полиоркета.
По свидетельствам налоговых записей объём торговли Родоса был огромным. Находясь на пересечении важных торговых путей, город снискал себе авторитет в средиземноморском регионе.
В результате землетрясения большей части города Родос был нанесён значительный урон, в том числе и гавани, которая была почти полностью разрушена. Стихия погубила и Колосс. Страбон сообщает, что Птолемей III предлагал родоссцам оплатить реконструкцию статуи бога, но те отказали, так как оракул сообщил жителям города о недопустимости восстановления. Обломки гигантской статуи пролежали на месте до 654 года н. э., когда, согласно легенде, арабы, захватившие остров в 653 году, продали остатки некоему купцу.
Уважение к культурному блеску и преуспеванию Родоса побудило многие эллинистические государства оказать ему помощь в восстановлении после бедствия.